# Иван IV
Иван Грозни пренасочва насам.  За филмовата поредица вижте Иван Грозни (филмова поредица).
Иван IV Василиевич Грозни (на руски: Иван IV Васильевич Грозный) е велик княз на Великото московско княжество (1533 – 1547 г.) и първи цар на Русия (1547 – 1584 г.). Той е основател на Руското царство и най-дълго управлявалият владетел на Русия, като по време на управлението му е завладяно Поволжието, започва завладяването на Сибир и са създадени много основни държавни институции, просъществували до 18 век. В същото време той е запомнен и с ексцентричното си поведение, безпрецедентното за монарх в Европа след християнизацията на континента самообожествяване, което е възприето и от следващите руски владетели до реформите на Петър 1 - ви, въвеждането на крепостничеството и политиката на масов вътрешен терор, посредством опричнината.
Прозвището „Грозни“ е транскрипция на руското Грозный, „Страшни“.

## Произход
Първият руски цар е внук на племенницата на последния византийски император(Константин XI), София Палеологина, а посредством нея е потомък и на Асеневци (София е прапраправнучка на цар Иван Асен III) и Велбъждкия деспот Деян. Принадлежи към династиите Палеолози и Кантакузини. Чрез майка си е потомък на Комнините и Комитопулите.

## Биография
Основаването на Руското царство е продължителен исторически процес, чието начало като имперски проект слага папа Сикст IV, успявайки да ожени пребиваващата в Рим племенница (София Палеологина) на последния византийски император Константин XI за дядото на Иван Грозни – Иван III. Иван Грозни е кръстен и носи името на дядо си.
Иван Грозни е роден на 25 август 1530 г. в село Коломенское, близо до Москва. Син е на великия княз Василий III Иванович и Елена Глинская, племенница на литовския княз Михаил Глински, и правнучка на Якша, велик войвода при деспот Георги Бранкович. Иван Василевич официално наследява трона на тригодишна възраст, но до края на 40-те години реалната власт е в ръцете на различни групи боляри. Първоначално най-влиятелна е майка му, Елена Глинская. След нейната смърт през 1538 г. управлението е под контрола на фамилиите Шуйски и Белски, макар че от 1544 г. Иван IV формално поема самостоятелно властта. На 16 януари 1547 г. той е коронясан за цар на Русия.
Иван Грозни преживява дълбока лична криза при почти смъртоносното си заболяване през 1553 г. Докато е болен, той иска от болярите да се закълнат пред най-големия му син. Много от тях отказват, смятайки, че царят няма да оцелее. След оздравяването си той постепенно избива всички, отказали да се закълнат, включително Владимир Старицки, чието име е споменавано като евентуален негов наследник. Параноичните пристъпи на Иван Грозни се засилват след смъртта през 1560 г. на първата му съпруга Анастасия Романовна, за която бил женен 14 години.
Иван Грозни понася тежко и бягството в Жечпосполита на своя близък приятел и съратник Андрей Курбски. Широко известни са посланията на царя до него, които са смятани за образец на политическа публицистика.
През следващите години Иван Грозни се жени още 6 пъти, като в някои случаи бракът трае едва няколко дни. Според полулегендарни сведения, изхождащи основно от противниците му, една от съпругите му (четвъртата – Анна Колтовска) е изпратена в манастир, а за други има съмнения, че са отровени. Последната му жена е погребана жива, с плътно запушена уста и цялата омотана във въжета, тъй като погледнала кокетно, както на Иван му се е сторило, придворен болярин. През 1581 г. Иван Грозни удря бременната си снаха, защото е неприлично облечена, и предизвиква помятане. Неговият син и наследник Иван влиза в разгорещен спор с него, в резултат на което Иван Грозни го убива.
Иван Грозни умира на 18 март 1584, докато играе шах със свой приближен. При отварянето на гроба му през 60-те години на XX век е установено, че останките му съдържат необичайно голямо количество живак, което показва, че той вероятно е бил отровен. Друга възможна причина за това са евентуални опити за лечение на сифилис.

## Вътрешна политика
Въпреки разрушителния пожар в Москва през 1547 г., началото на управлението на Иван IV е свързано с мирни реформи и модернизиране на държавното управление. Той преработва съдебния кодекс, известен като „Съдебник“, създава постоянна армия (стрелци), учредява Земския събор и Избраната рада и затвърждава позициите на Руската православна църква със Стоглавия събор, уеднаквил ритуалите и църковните правила в цялата страна.
Други реформи, въведени от Иван IV, са свързани с ограничаването на правата за преселване на селяните, като с това се поставят основите на крепостничеството. При неговото управление е основана и първата руска печатница, макар че по-късно първите печатари Иван Фьодоров и Пьотр Мстиславец са принудени да избягат във Великото Литовско княжество.
През 1565 г. Иван IV въвежда Опричнината – част от територията на страната, която се контролира пряко от царя чрез негови лични служители, опричници. Според някои историци това е средство да намали влиянието на болярите, докато други приписват действията му на параноя и умствено разстройство. Опричнината довежда до опустошение на цели области от страната. През 1573 г. Иван Грозни премахва опричнината, екзекутира някои видни опричници и по-късно дори твърди, че тя никога не е съществувала.
По време на управлението му са построени 155 градове и крепости, сред които Чебоксари, Свияжск, Тетюши и други.

## Отношения с европейските страни
Иван Грозни полага усилия да установи търговски връзки с Европа. Въпреки това германските търговски компании не използват построеното през 1550 г. пристанище на река Нарва и продължават да доставят стоките си в балтийските пристанища, контролирани от Ливонския орден. В отговор през 1554 г. той отваря Архангелск, пристанище на Бяло море, за английската Московска компания.
За да утвърди достъпа си до Балтийско море, Иван Грозни води продължилата 24 години Ливонска война срещу Ливонския орден, Литва, Полша и Швеция. Войната нанася тежки щети на руската икономика и армия, без да доведе до някакви териториални придобивки.

## Отношения с монголските ханства и приоритети на външната политика
След две неуспешни войни срещу Казанското ханство през 1547 – 1548 г. и 1549 – 1550 г., през 1552 г. Иван Грозни успява да превземе Казан и да присъедини земите на ханството към Русия. В чест на тази победа той построява църквата „Свети Василий Блажени“ в Москва.
През 1556 г. без големи затруднения той анексира и Астраханското ханство. С това той установява контрол над цялото течение на Волга и си осигурява достъп търговските пътища през Каспийско море. За зависими от Русия се признават Сибирското ханство, предвождано от хан Едигер (1555 г.) и Голямата Ногайска орда (1557 г.). Иван Грозни подкрепя започналите през 1581 г. усилия на фамилията Строганови и Ермак Тимофеевич за колонизиране на Сибир.
Не толкова успешни са войните на Иван IV с Кримското ханство. Хан Девлет I Гирай неколкократно опустошава руски територии, а през 1571 г. дори опожарява столицата Москва. За известно време руснаците завземат крепостта Азов, но са принудени да я изоставят. За да се предпазят от кримската заплаха, те изграждат поредица от защитни съоръжения от Брянск до Нижни Новгород.